# Candace Bushnell
Candace Bushnell (1 de diciembre de 1958) es una escritora y columnista estadounidense. Es famosa por sus columnas y libros sobre sexo, incluyendo el best-seller, Sex and the City, así como por su estilo de vida social. Actualmente reside en Manhattan.

## Biografía
Candace Bushnell nació el 1 de diciembre de 1958 en Glastonbury (Connecticut). Antes de salirse de la Rice University a finales de los años 1970, Bushnell era conocida en todo Nueva York como una asidua fiestera y socialité. Uno de sus lugares preferidos era la discoteca Studio 54. Tiempo después consiguió un trabajo como columnista en el periódico New York Observer.

## Carrera
En 1994, su editor en jefe le preguntó si quería escribir una columna para el periódico, y ella aceptó el trabajo. Quería una columna basada en las aventuras acerca de las cuales ella y sus amigas normalmente hablaban, la llamó Sex and the City.
Bushnell no se dedicó tan solo a la escritura de columnas en el periódico, sino que también publicó varios libros, basados en sus columnas, en Carrie y en la vida en nueva york: Sex and the City, 4 Blondes, Trading Up, Lipstick Jungle, One Fifth Avenue, The Carrie Diaries y Summer & the City.
Muchos han comparado el personaje de Carrie Bradshaw con Bushnell, porque Carrie al igual que Candace también tiene una columna en un periódico donde habla de sexo y estilos de vida, y disfruta la vida nocturna de Nueva York. En el 2005 actuó como jurado para el reality show de la cadena CBS, llamado Wickedly Perfect.

## Libros
| Año  | Título original                 | Título en español       | Editorial                | Páginas | ISBN       |
| ---- | ------------------------------- | ----------------------- | ------------------------ | ------- | ---------- |
| 1997 | Sex and the City                | Sexo en Nueva York      | Grand Central Publishing | 256     | 0446673544 |
| 2002 | 4 Blondes                       |                         | Signet                   | 384     | 0451203895 |
| 2004 | Trading Up                      |                         | Abacus                   | 512     | 0786887060 |
| 2006 | Lipstick Jungle                 |                         | Hyperion                 | 496     | 0708802753 |
| 2008 | One Fifth Avenue                |                         | Voice                    | 433     | 1401301614 |
| 2010 | The Carrie Diaries              | Los diarios de Carrie   | Balzer + Bray            | 472     | 0061728918 |
| 2011 | Summer and the City             | Un verano en Nueva York | Balzer + Bray            | 416     | 0061728934 |
| 2015 | Killing Monica                  |                         | Hachette Book Group      | 336     | 0446557919 |
| 2019 | Is There Still Sex in the City? |                         | Grove Press              | 272     | 0802147267 |

## Adaptaciones

### Televisión
Sex and the City
En 1998, el canal de televisión estadounidense HBO, comenzó a transmitir la serie Sex and the City, basada en la columna de Bushnell, aunque no exactamente igual. La actriz Sarah Jessica Parker le dio vida a Carrie Bradshaw. Esta serie aumentó la ya creciente fama de Bushnell, haciendo que la gente que no leía supiera también quién era ella. La serie finalizó su producción original en el 2004, siendo transmitido el último episodio de la serie en febrero de 2004.
Lipstick Jungle
Lipstick Jungle es una serie de televisión estadounidense, basada en la novela Lipstick Jungle de la escritora Candace Bushnell. La serie fue creada por DeAnn Heline y Eileen Heisler para la NBC.
The Carrie Diaries
En enero de 2012, The CW Network ordenó realizar un piloto de The Carrie Diaries, el proyecto seguirá bajo la producción de Josh Schwartz, Stephanie Savage, Len Goldstein y la propia Candace Bushnell.

### Cine
Sex and the City: The Movie
En 2008, la vida de Carrie Bradshaw es llevada a la pantalla grande en Sex and the City: The Movie, donde la historia de las cuatro amigas neoyorquinas, unos años después del final de la serie, siguen con sus vidas, cada una con su pareja y su trabajo. No obstante, pasarán cosas que cambiarán por completo sus vidas. 
Sex and the City 2
En el 2010, volvieron las chicas en la secuela: Sex and the City 2. Donde Carrie, Miranda, Samantha y Charlotte se unen para un viaje a Abu Dhabi, donde el ex de Samantha está filmando una nueva película.

## Vida privada
En 2002 se casó con Charles Askegard, bailarín principal del New York City Ballet, del cual se divorció en 2011.